# Australonannopus aestuarinus
Australonannopus aestuarinus är en kräftdjursart som beskrevs av Hamond 1974. Australonannopus aestuarinus ingår i släktet Australonannopus och familjen Cletodidae. Inga underarter finns listade i Catalogue of Life.